# Kauerlach

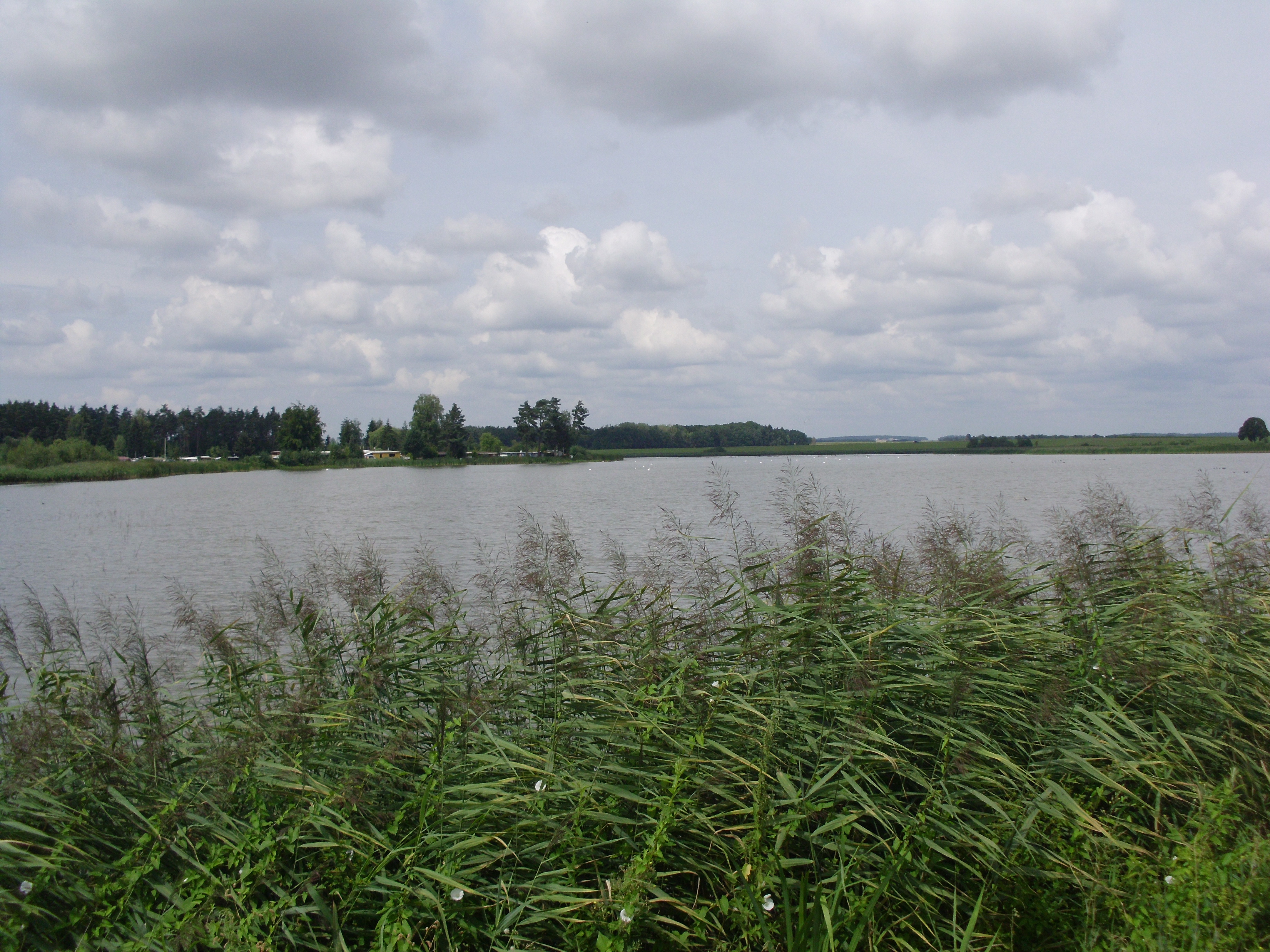
Kauerlacher Weiher

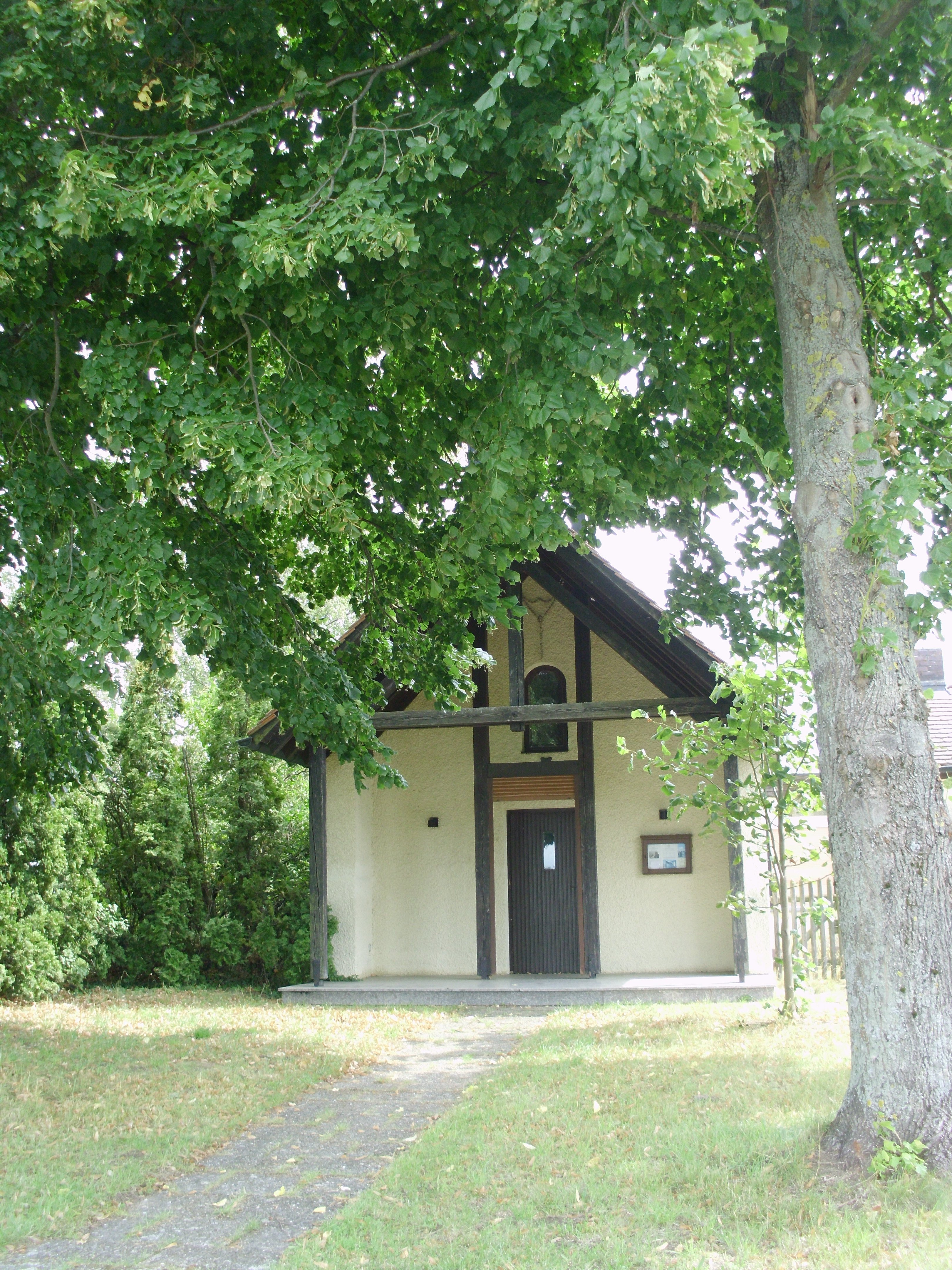
Ortskapelle

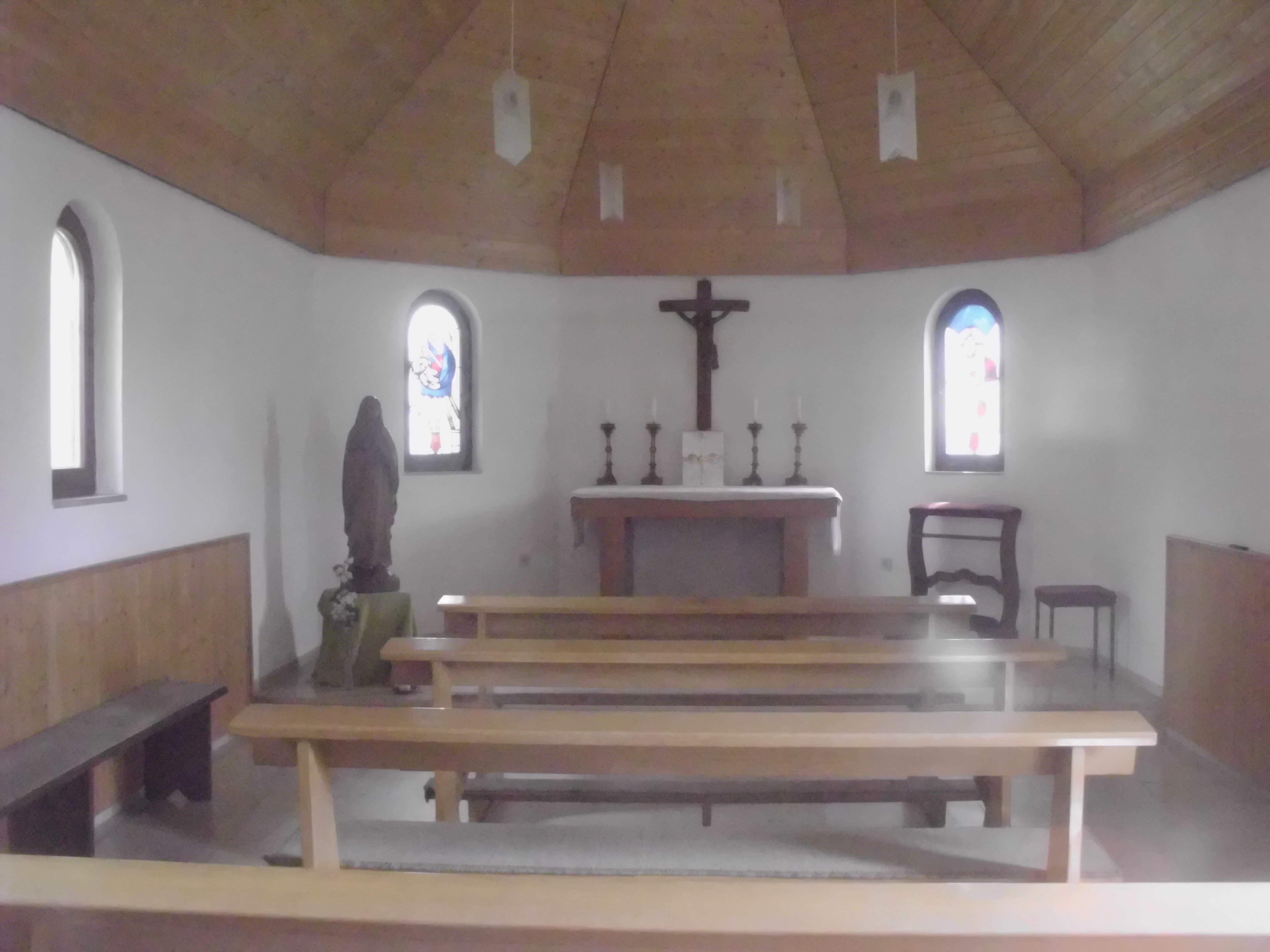
Inneres der Ortskapelle

Kauerlach ist ein Gemeindeteil der Stadt Hilpoltstein im Landkreis Roth (Mittelfranken, Bayern). Kauerlach liegt in der Gemarkung Karm.

## Lage
Der Weiler liegt elf Kilometer südöstlich von Hilpoltstein am südöstlichen Teil des Kauerlacher Weihers. Zwischen Meilenbach und Höfen zweigt von der Staatsstraße 2389 eine nach Norden führende Gemeindeverbindungsstraße zu den Gehöften Kauerlachs ab.

## Ortsnamendeutung
Die ältesten Urkunden schreiben den Ortsnamen als „Chaurlach“, „Kawailach“, „Kawerlach“ und „Kawlach“. 1598/1604 ist vom „Kaurlaweyh“, 1646 vom „Kauerlein Weyher“ die Rede. „Kaue/Kaulein“ bedeutet „kleine Hütte“; Kauerlach bedeutet demnach „zu den Hütten an der ‚lacha‘“ (= Weiher). Eine andere Deutung sieht im Ortsnamen das Bestimmungswort „chauer“ für „Chor, Chorstift“; ein Zusammenhang zwischen Kauerlach und dem Eichstätter Domstift ist jedoch nicht nachweisbar.

## Geschichte
Kauerlach wurde in einer Urkunde von 1294 als „Chaurlach“ erstmals erwähnt; Sayfried von Monheim bzw. Mörnsheim, bischöflicher Kämmerer in Eichstätt, verkaufte im genannten Jahr seinen Zehent von zwei Höfen in Oberkauerlach („Superiori Chaurlach“) und die Hälfte eines Zehents in dem nur wenige Minuten entfernten Unterkauerlach („Inferiori Chaurlach“) mit Zustimmung des Bischofs Reimboto als Lehensgeber des Zehents an die Deutschordenskommende in Obermässing; ob diese bereits die Grundherrschaft Kauerlachs besaß oder erst mit dem Aussterben des Ortsadels an die Grundherrschaft gelangte, ist ungeklärt. Spätestens 1386 stand Kauerlach jedoch unter der Grundherrschaft des Deutschen Ordens in Obermässing.
Unterkauerlach wird zuletzt in der Mitte des 15. Jahrhunderts erwähnt; dort lag ein Adelssitz als Wasserburg am Ufer der Schwarzach, der zu dieser Zeit bereits als Burgstall bezeichnet wurde. Im frühen 20. Jahrhundert wurde der Graben als letzter Rest des Burgstalls verfüllt. Von dem dort sitzenden Ortsadel, Ministerialen der Edelfreien von Heideck, ist in mehreren Urkunden zwischen 1297 und 1345 nur ein Heinrich der Kauerlacher genannt.
Mitte des 15. Jahrhunderts bestand Kauerlach aus vier Gütern des Deutschen Ordens, die von zwei Hintersassen bewirtschaftet wurden. Im Jahre 1465 kam der Deutschordensbesitz in Obermässing durch Kauf an das Hochstift Eichstätt. 1481 und 1486 ist von einem „neuen“, d. h. nach Osten hin vergrößerten Weiher von Kauerlach die Rede; Bischof Wilhelm von Reichenau hatte zu diesem Zwecke mehrere Äcker und Wiesen am Weiher aufgekauft. Kauerlach unterstand mit seinen zwei Untertanen, die während des Mittelalters häufig wechselten, dem eichstättischen Pfleg- und Kastenamt Obermässing, später hoch- und niedergerichtlich dem eichstättischen Pflegamt Hilpoltstein. Im Bauernkrieg fand am Kauerlacher Weiher eine Unterredung zwischen dem pfälzischen Herzog Friedrich und Bauernrebellen statt, die bei den Bauern ohne Wirkung blieb. Der Weiler gehörte zur Pfarrei Meckenhausen (Pfarrei vermutlich seit 1540; 1542 Einführung der lutherischen Kirchenordnung; 1628 Rekatholisierung); 1926 erfolgte die Auspfarrung nach Forchheim. Im Dreißigjährigen Krieg lagen die beiden Höfe Kauerlachs laut der Obermässinger Güterbeschreibung von 1642 und 1644 öde. Für das frühe 18. Jahrhundert sind wieder Hofinhaber genannt.
Am Ende des Alten Reiches bestand Kauerlach aus fast zwei gleich großen Bauernhöfen, dem „oberen“ und dem „unteren“ Hof, und dem eichstättisch-fürstlichen Weiherhaus mit Stadel, das der „Weyherknecht“ als Fischer bewohnte. Art und Umfang der Fischzucht im Kauerlacher Weiher sind nicht überliefert. Auf dem Weiher gab es „ungemein viel Federwildpret, und das Recht der kleinen Jagd allda, welches das Pflegamt Obermässing ausübt, wurde dem Fürstenthume Eichstätt vom Pfalzgrafen Philipp Ludwig im Vergleiche vom Jahre 1611 neuerdings versichert. Das Kloster Plankstetten bekömmt statt des Zehnts, wenn der große Kauerlacher Weyher gefischt wird, anderthalb Zentner Fische.“ Die Zehentrechte Plankstettens rührten noch von der Zeit her, als der Eichstätter Bischof den Weiher vergrößerte.
Mit der Säkularisation des Hochstifts Eichstätt wurde das Königreich Bayern Besitzer Kauerlachs und des Weihers. Im Jahre 1806 verkaufte Bayern den Weiher an die beiden Kauerlacher Hofinhaber. Kauerlach gehörte mit seinen drei Anwesen und 35 Einwohnern zunächst zur Gemeinde Karm und dem Steuerdistrikt Weinsfeld; ab 1818 bzw. 1820 gehörte der Weiler zur Gemeinde und zum Steuerdistrikt Meckenhausen im Amtsgericht (und späteren Landkreis) Hilpoltstein; 1835 zählte man in Kauerlach drei Häuser. Noch im 19. Jahrhundert kam Kauerlach wieder zur Gemeinde Karm. 1875 wurden von den 16 Einwohnern in sieben Gebäuden fünf Pferde und 35 Stück Rindvieh gehalten.
Im Zuge der bayerischen Gebietsreform wurde Kauerlach als Karmer Gemeindeteil am 1. Januar 1972 zuerst nach Meckenhausen und dann am 1. Juli 1976 nach Hilpoltstein eingemeindet.
Der Kauerlacher Weiher war, um das Drei- bis Vierfache vergrößert, als Wasserspeicher für die in den 1930er Jahren geplante Mindorf-Linie des Main-Donau-Kanals, südlich des heutigen Kanalverlaufs, vorgesehen. Mit dem Weiher wurde 1986 das 40,69 Hektar große Naturschutzgebiet Vogelfreistätte Kauerlacher Weiher (NSG-00276.01) ausgewiesen; hier wurden seltene Vogelarten und bemerkenswerte Durchzügler beobachtet. Eine Silbermöwe der ehemaligen Herzoglich-Leuchtenbergischen Sammlung in Eichstätt war am Kauerlacher Weiher erlegt worden.

## Einwohnerentwicklung
- 1820: 35[15]
- 1835: 28[16]
- 1871: 16[17]
- 1937: 18[21]
- 1950: 26[15]
- 1961: 16[22]
- 1970: 13[15]
- 1987: 14[1]

## Katholische Ortskapelle
Den Saalbau mit dreiseitigem Chor und Dachreiter ließ der Ruhestandsgeistliche Gymnasialprofessor Edmund Kaiser (* 15. Juli 1911 in Kauerlach; Priesterweihe 12. Juli 1937; † 28. September 1983) 1978 errichten. Die Kapelle wird heute von Mönchen der Benediktinerabtei Plankstetten betreut.

## Einrichtungen
- 3,5 ha großer Campingplatz am Kauerlacher Weiher